# فینال جام حذفی فوتبال انگلستان ۱۹۲۶
فینال جام حذفی فوتبال انگلستان ۱۹۲۶، رقابت پایانی جام حذفی فوتبال انگلستان در سال ۱۹۲۶ میلادی است که مابین دو تیم باشگاه فوتبال بولتون و باشگاه فوتبال منچستر سیتی در ورزشگاه ومبلی لندن برگزار شده‌است.
این مسابقه که در تاریخ ۲۴ آوریل ۱۹۲۶ انجام شده‌است با نتیجه ۱ بر ۰ به سود تیم باشگاه فوتبال بولتون به پایان رسید.